# Eribella polita
Eribella polita là một loài ruồi trong họ Tachinidae.